# 1794 en France
Chronologie de la France
- 1790
- 1791
- 1792
- 1793
- 1794
- 1795
- 1796
- 1797
- 1798

Cette page concerne l'année 1794 du calendrier grégorien.

## Événements
An II et an III du calendrier républicain.

### Janvier
- 2-3 janvier : défaite de Charette à Machecoul[1]
- 3 janvier : reprise de Noirmoutier sur les Vendéens[1].
- 11 janvier : l'abbé Grégoire dénonce le « vandalisme » contre le patrimoine artistique[2].
- 12 janvier : arrestation de Fabre d'Églantine, compromis dans le scandale de la Compagnie des Indes[3].
- 12 janvier-16 avril : fusillades d'Avrillé[4].
- 13 janvier : massacre de Legé ; 64 prisonniers de guerre et civils vendéens sont fusillés par les Républicains[5].
- 15 janvier : reprise de Worms et du fort Vauban sur les coalisés[1].
- 17 janvier : mise en place des « colonnes infernales » de Turreau pendant la guerre de Vendée[3].
- 19 janvier : les Britanniques prennent pied en Corse[3].
- 21 janvier : décret relatif à l'établissement d'une bibliothèque publique dans chaque district[6].
- 27 janvier :
  - décret Barère rendant obligatoire l'enseignement du français[6].
  - exécution à Laval du prince de Talmont, Antoine-Philippe de La Trémoille, chef vendéen. Sa tête sera plantée sur les grilles de son château[7].
- 28 janvier : La Rochejaquelein est tué[2].

### Février
- 1er février :
  - la Convention décrète l'attribution de 10 millions de livres au soulagement des patriotes indigents qui seront signalés par les communes[3].
  - les troupes républicaines sont battues par les Vendéens à la bataille de Gesté[8].
- 2 février : défaite des républicains à Chauché[9].

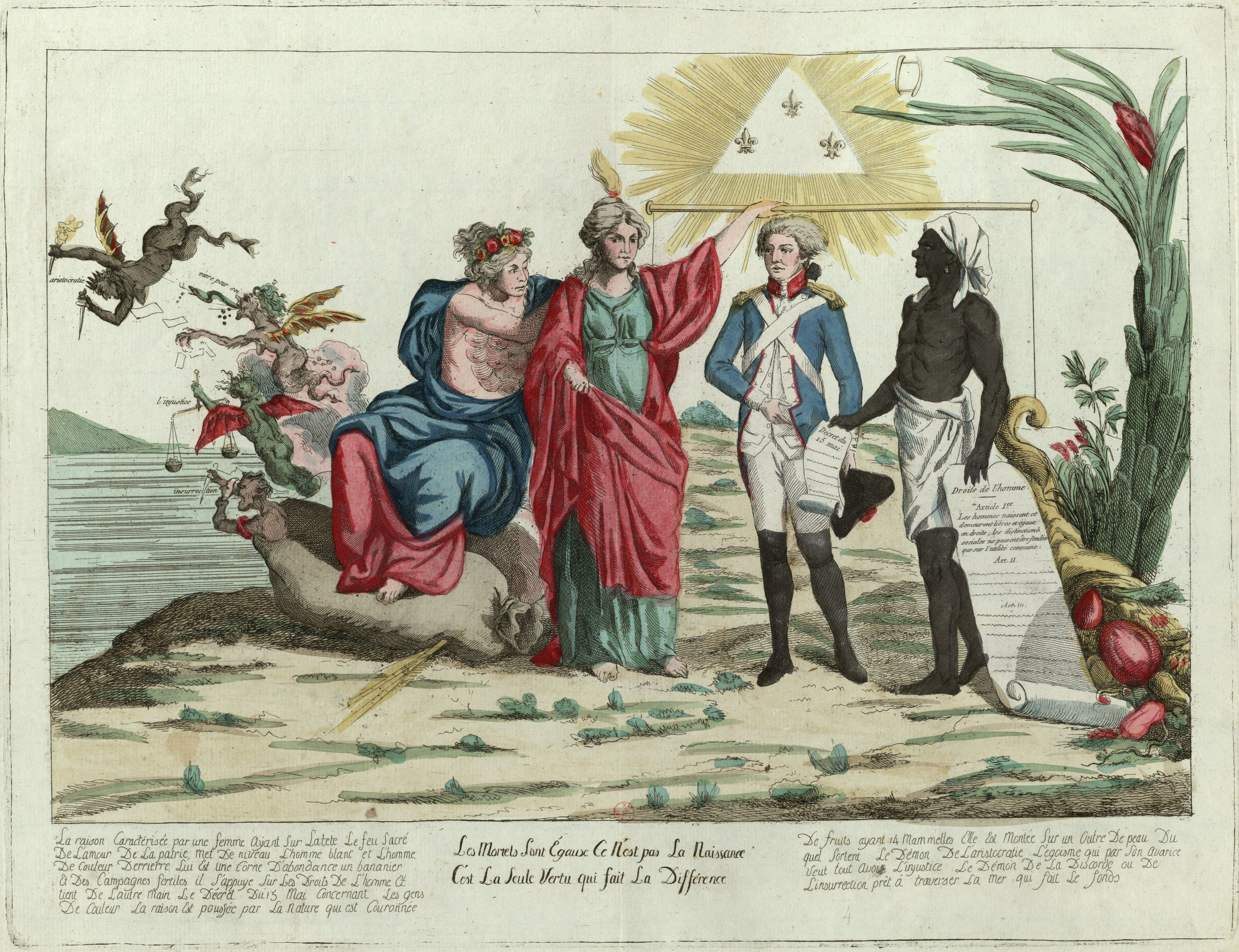
Les Mortels sont égaux, ce n'est point la naissance c'est la seule vertu qui fait leur différence..., Ériphyle, de Voltaire.

- 4 février (16 pluviôse) : la Convention abolit l'esclavage dans l'ensemble des colonies françaises[1].
- 5 février : échec des Espagnols au camp des sans-culottes[1].
- 6 février : Charette reprend Legé[10].
- 8 février : troisième bataille de Cholet. Stofflet se rend momentanément maître de la ville[11].
- 10 février :
  - défaite des Vendéens à Saint-Colombin[1].
  - Jacques Roux se suicide en prison[12].
- 14 février : déroute des Vendéens près de Beaupréau[13].
- 15 février : Boisguy rassemble deux cents hommes qui marchent sur Mellé et en chassent la garnison républicaine[14]. Début de la première chouannerie.

- 19 février : Saint-Just préside la Convention[15].
- 21 février : généralisation du maximum des prix et des salaires à toute la France[16].
- 22 février : un décret charge les Comités réunis de salut public et de sûreté générale d'examiner le cas des suspects détenus, afin de décider des libérations nécessaires. Saint-Just est chargé de rédiger ce rapport[15].
- 24 février : les royalistes entrent dans Bressuire[13].
- 26 février et 2 mars : à la suite des demandes des Hébertistes, les décrets de Ventôse mettent sous séquestre les biens des suspects au profit de la République[2].
- 27 février :
  - 800 personnes sont massacrés à La Gaubretière par les Colonnes infernales[17].
  - inauguration du canal du Charolais[18].
- 28 février : massacre des Lucs-sur-Boulogne par les Colonnes infernales. 564 femmes et enfants sont massacrés dans l'église du Petit-Luc[19].

### Mars
- 1er mars : les Républicains repoussent une attaque vendéenne contre La Roche-sur-Yon[20]
- 4 mars : appel à l'insurrection contre le Comité de salut public, lancé par le Club des cordeliers le 14 ventôse, rappelant « les calomnies ourdies contre Hébert et Carrier »[16].
- 11 mars : création d'une commission comprenant Gaspard Monge et Lazare Carnot, chargée de créer une école centrale des travaux publics qui deviendra l'École polytechnique[21].

- 13 - 14 mars : élimination des Hébertistes (Hébert, Ronsin, Albert Mazuel, Momoro, Armand Hubert Leclerc, Cloots, Proli) par le Comité de salut public[22].
- 19 mars : 
  - discours de Danton sur les vrais et les faux révolutionnaires[22].
  - défaite des républicains au combat de Venansault[1].
- 21 mars : le général républicain Haxo est tué lors d'un combat contre les troupes de Charette aux Clouzeaux[23].
- 21-24 mars : procès et exécution des Hébertistes[22].
- 22 mars : les Britanniques occupent la Martinique[1].
- 24 mars : le libre penseur philanthrope Anacharsis Cloots est guillotiné à Paris[24].
- 24-25 mars : occupation de Mortagne par les Vendéens[25].
- 25 mars : fusillades de masse au Marillais[26].
- 27 mars :
  - le Comité de salut public dissout l'« armée révolutionnaire » sans-culotte de Paris[2].
  - Stofflet et Marigny s'emparent du manoir des Ouleries[27].
- 29-30 mars (10 germinal) : arrestation nocturne de Danton[22].

### Avril
- 1er avril :
  - suppression du conseil exécutif et création de douze commissions exécutives[1].
  - suppression des commissions à l'accaparement[16].
- 2-3 avril : massacre du château d'Aux[28].

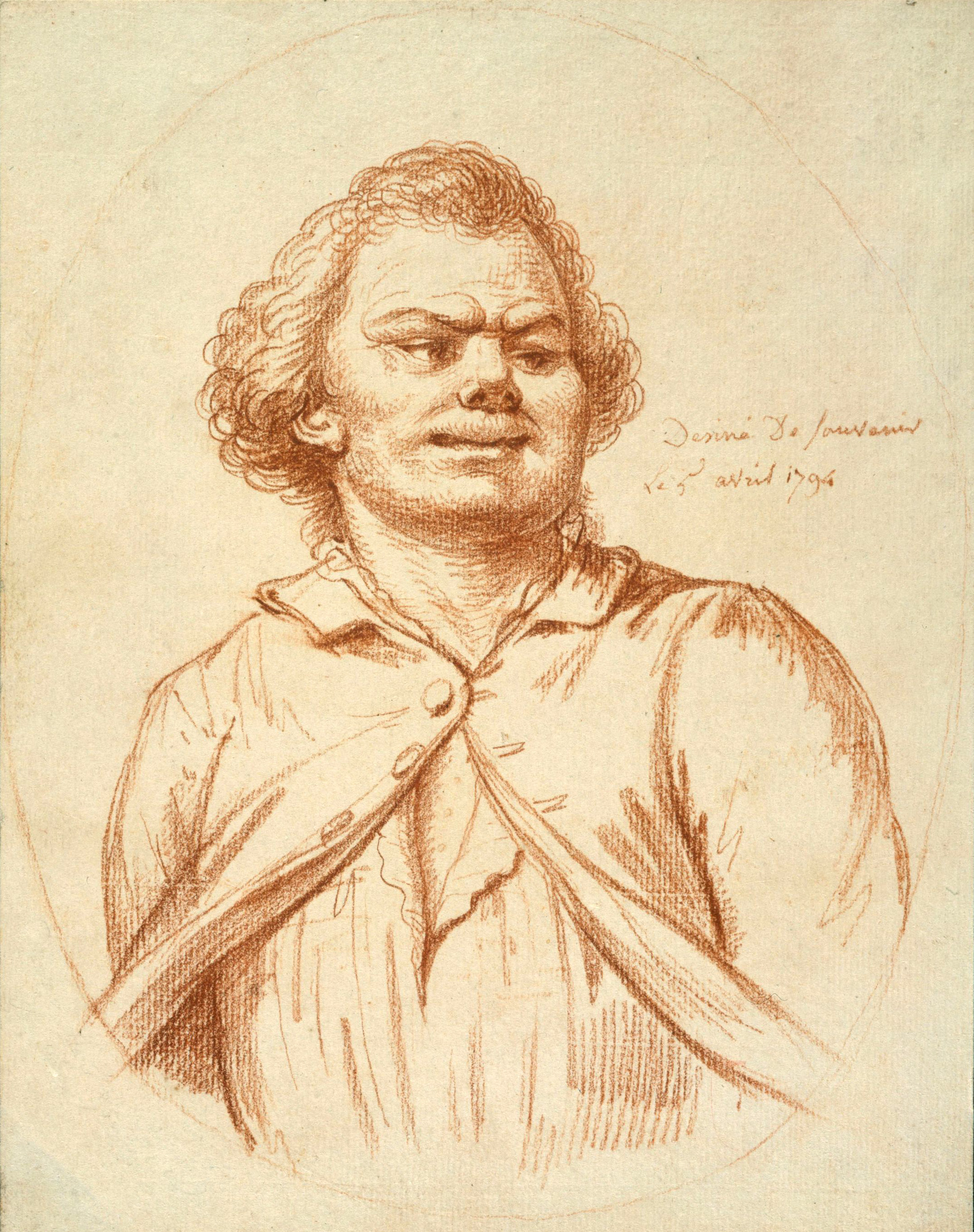
Danton conduit à l'échafaud. Sanguine attribuée à Wille, Paris, musée Carnavalet.

- 2-5 avril (13-16 germinal) : procès de Georges Danton et des dantonistes devant le Tribunal révolutionnaire. Ils sont condamnés à mort et exécutés le 5 avril[29].
- 7 avril : échec des Vendéens à la bataille de Challans[30].
- 8 avril : l'armée d'Italie prend Oneille[1]. Elisabeth Coste, est guillotinée à Montpellier en 8 avril 1794 pour avoir participé à l'affaire dite des Galettes[31].
- 10 avril (21 germinal) : défaite des Espagnols à Bellver[1].
- 13 avril : procès de la « conspiration de la prison du Luxembourg ». Dix-neuf personnes sont guillotinées dont Lucile Desmoulins et Jacqueline Hébert[32].
- 14 avril : décret décidant le transfert du corps de Jean-Jacques Rousseau au Panthéon de Paris[33].
- 16 avril : décret contre les suspects et les nobles[1]. Les lois des 27 germinal (16 avril) et 5 floréal (24 avril) aggravent les peines et centralisent l'instruction des dossiers judiciaires à Paris.
- 18 avril : combat et prise d'Arlon par Jourdan[1].
- 19 avril : 
  - traité de subsides de La Haye entre les rois d'Angleterre, de Prusse, et le stathouder[1].
  - attaque des Moutiers-les-Mauxfaits par Charette[34].
- 22 avril : les chefs vendéens, Charette, Stofflet, Sapinaud et Marigny se retrouvent au château de la Boulaye pour unir leurs forces, en vain. Le 28 avril, Marigny est condamné à mort puis fusillé le 10 juillet par les hommes de Stofflet[2].
- 24 avril : grand choc de Chaudron[35].
- 26 avril : échec des Autrichiens à Bossut[1].
- 27 avril : victoire des Autrichiens à Castillon ou Trois-Villes[1].
- 29 avril : les Autrichiens sont battus à Mouscron, près de Courtrai, par Souham[1].
- 30 avril : Menin se rend à Moreau ; Landrecies est prise par les coalisés ; les Vendéens sont battus à Challans[1].
- 30 avril-1er mai : défaite des Espagnols au camp du Boulou[1].

### Mai
- 4 mai : répression des mouvements de grèves ; les ouvriers travaillant dans les branches d'intérêt général peuvent être réquisitionnés[16].
- 7 mai : institution du culte de l'Être suprême[2].
- 8 mai :
  - à la suite de leur procès, vingt-sept fermiers généraux sont guillotinés, dont le chimiste Antoine Lavoisier[36].
  - occupation du Mont-Cenis par l'armée des Alpes[1].
- 10 mai :
  - prise de Turin[1].
  - arrestation de Pache, maire de Paris, remplacé par Fleuriot-Lescot[37].
  - Madame Elisabeth, sœur de Louis XVI, est guillotinée[1].
  - combat de Courtrai[1].
  - création du grand livre de la bienfaisance nationale où sont inscrits les indigents secourus[38].
- 18 mai :
  - suppression des tribunaux révolutionnaires de province[16].
  - victoire de Moreau et de Souham à la bataille de Tourcoing sur les coalisés[1].
- 21 mai : Bastia est prise par les Britanniques[39].
- 22 mai : 
  - débarquement britannique en Corse[1].
  - arrestation de Cécile Renault accusée d'un projet d'attentat contre Robespierre[40].
- 23 mai : Pichegru doit se retirer face aux Autrichiens à Pont-à-Chin près de Tournai. Combat de Schifferstadt. Les Prussiens emportent le poste de Kaiserslautern[1].
- 23-29 mai : Jourdan marche d'Arlon sur la Sambre à la tête de l'aile gauche de l'Armée de la Moselle, prend Dinant le 29 et fait sa jonction avec l'armée des Ardennes de Charbonnier. Les deux armées prennent le nom de Sambre-et-Meuse sous le commandement de Jourdan[41].
- 25 mai-5 juin : Dugommier reprend les forts de Saint-Elme, de Port-Vendres et de Collioure[42].
- 26 mai (7 prairial an II) : la Convention, sur le rapport du Comité de salut public, vote un décret dont l'article 1er ordonne de ne faire prisonnier aucun soldat anglais ou hanovrien. Les chefs des armées  républicaines refusent de l'exécuter et il est rapporté le 26 décembre[1].

### Juin
- 1er juin :
  - bataille du 13 prairial an II. Les Français perdent huit bâtiments, dont le Vengeur, dans un combat naval dans l'Océan atlantique contre les Britanniques[1].
  - création de l'école de Mars sur le rapport de Barère ; elle est fermée le 23 octobre[6].
  - les Britanniques prennent Port-au-Prince[1].
  - victoire de Charette à la bataille de Mormaison[43]
- 4 juin : l'abbé Grégoire présente à la Convention son « Rapport sur la nécessité et les moyens d'anéantir les patois et d'universaliser la langue française »[44]. La Convention charge le Comité d'instruction publique de présenter un rapport sur les moyens d'exécution pour une nouvelle grammaire et un vocabulaire nouveau de la langue[45].
- 6 juin : les Républicains repoussent l'attaque vendéenne contre Challans[43].

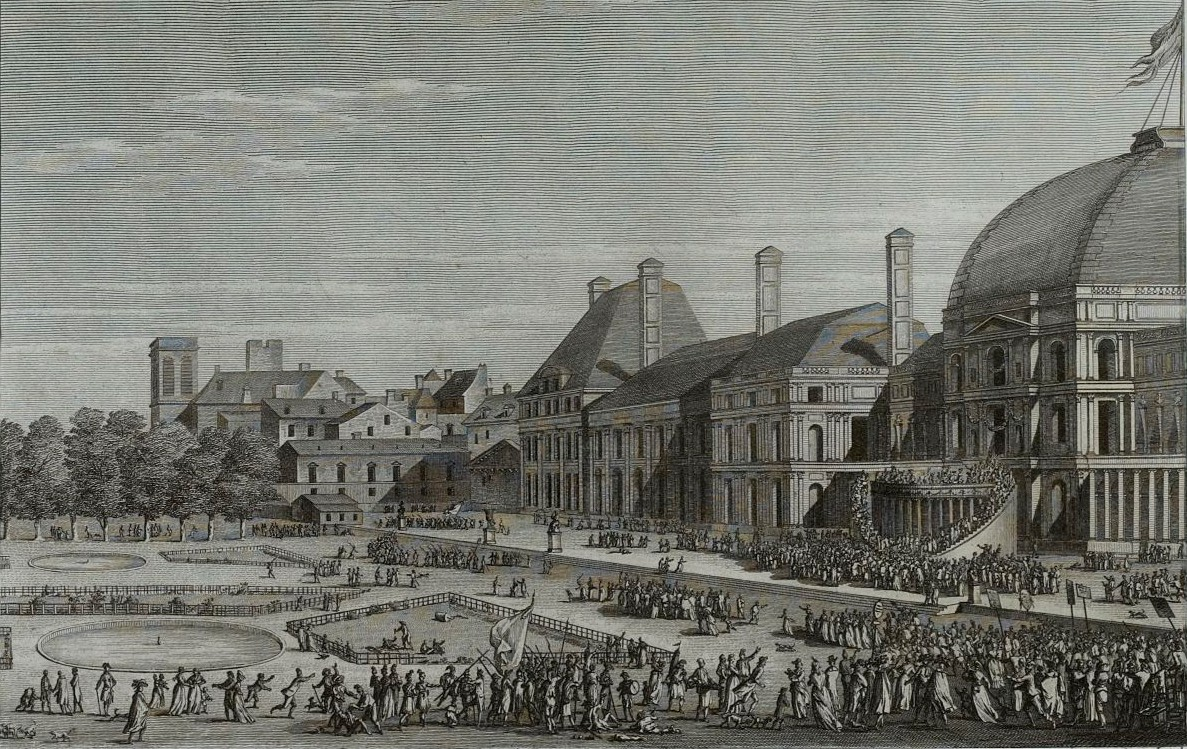
Fête de l'Être suprême, vue du jardin national (actuel jardin des Tuileries), Musée de la Révolution française.

- 8 juin (20 prairial) : fête de l'Être suprême[2].
- 10 juin : la loi du 22 prairial an II réorganise le tribunal révolutionnaire, supprime les défenseurs, les témoins et l'instruction préalable dans les procès des suspects[1]. Elle marque le début de la « grande terreur »[2]. (1 376 personnes sont guillotinées à Paris jusqu'au 9 Thermidor).
- 15 juin :
  - affaire Catherine Théot ; le Comité de sûreté générale (Vadier) rend publique une affaire de mystiques qui voyaient en Robespierre le Messie[46].
  - constitution du Royaume de Corse, alors occupée par les Britanniques[47].
- 16 juin : siège de Calvi, prise le 5 août par les Britanniques[47].
- 16 juin - 24 juillet : 340 détenus sont envoyés devant le Tribunal révolutionnaire dans le cadre de la conspiration des prisons[48].
- 17 juin : prise d'Ypres par les Français de Pichegru[1].
- 19 juin : émission de 1 200 millions d'assignats[1].
- 25 juin : prise de Charleroi par les Français[1].
- 26 juin (8 messidor) :
  - l'armée française de Jourdan remporte la victoire sur les troupes britanno-hollandaises à Fleurus[41].
  - Robespierre demande la révocation de Fouquier-Tinville[22].

### Juillet
- 1er juillet  (13 messidor an II) :
  - prise de Mons et d'Ostende[1].

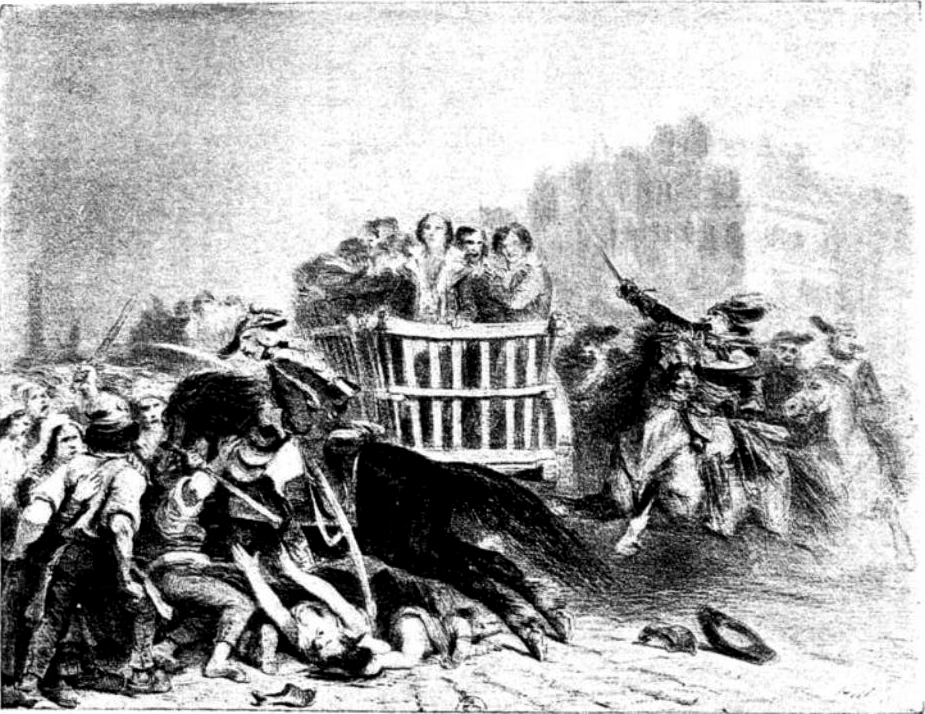
La « dernière charrette » avant le 9 Thermidor, gravure du XIXe siècle

  - arrêté du Comité de salut public qui institue une Agence des mines organisée par l'arrêté du 18 messidor (6 juillet)[49].
- 3 - 23 juillet : Robespierre, malade, n'apparaît plus aux séances du Comité de salut public ni à celle de la Convention du 15 messidor au 5 thermidor[16].
- 7 juillet : défaite de Beaulieu à Sombreffe[1].
- 7, 9 et 10 juillet : procès de la deuxième conspiration du Luxembourg. Cent quarante-six prisonniers sont guillotinés[50].
- 9 juillet : l'avant garde de Jourdan entre dans Bruxelles, Anvers se rend le 24 juillet et Liège le 27[41].
- 10 juillet : victoire républicaine à la bataille de Chanteloup[51].
- 12 juillet : l'attaque du camp de La Châtaigneraie par les Vendéens est repoussée[52].
- 14 juillet :
  - Robespierre fait exclure Fouché du club des Jacobins[2].
  - défaite des Prussiens à Platzberg et à Trippstadt[1].
  - le Chant du départ de Chénier et Méhul est exécuté lors de la fête anniversaire de la prise de la Bastille[53].
- 15 juillet : occupation de Louvain et de Malines par les Français[1].
- 16 juillet : reprise de Landrecies et de Namur[54].
- 17 juillet :
  - les carmélites de Compiègne sont guillotinées[55].
  - échec des Vendéens à La Chambaudière[56].
- 23 juillet : 
  - Robespierre échoue à réconcilier le Comité de salut public et le Comité de sûreté générale[2].
  - fixation du maximum des salaires parisiens qui entraîne leur baisse[2].
- 25 juillet : exécution du poète André Chénier[57].
- 26 juillet : le 8 thermidor, Robespierre monte à la tribune de la Convention et expose son programme : maintien de la Terreur, renouvellement du Comité de sûreté générale et subordination totale au Comité de salut public. Il annonce des sanctions contre les « fripons » et dénonce les députés modérés. Il ne nomme personne et tous se sentent menacés. Il n'obtient aucun vote de la Convention. Le soir, il rallie à son programme la majorité du club des Jacobins[16].

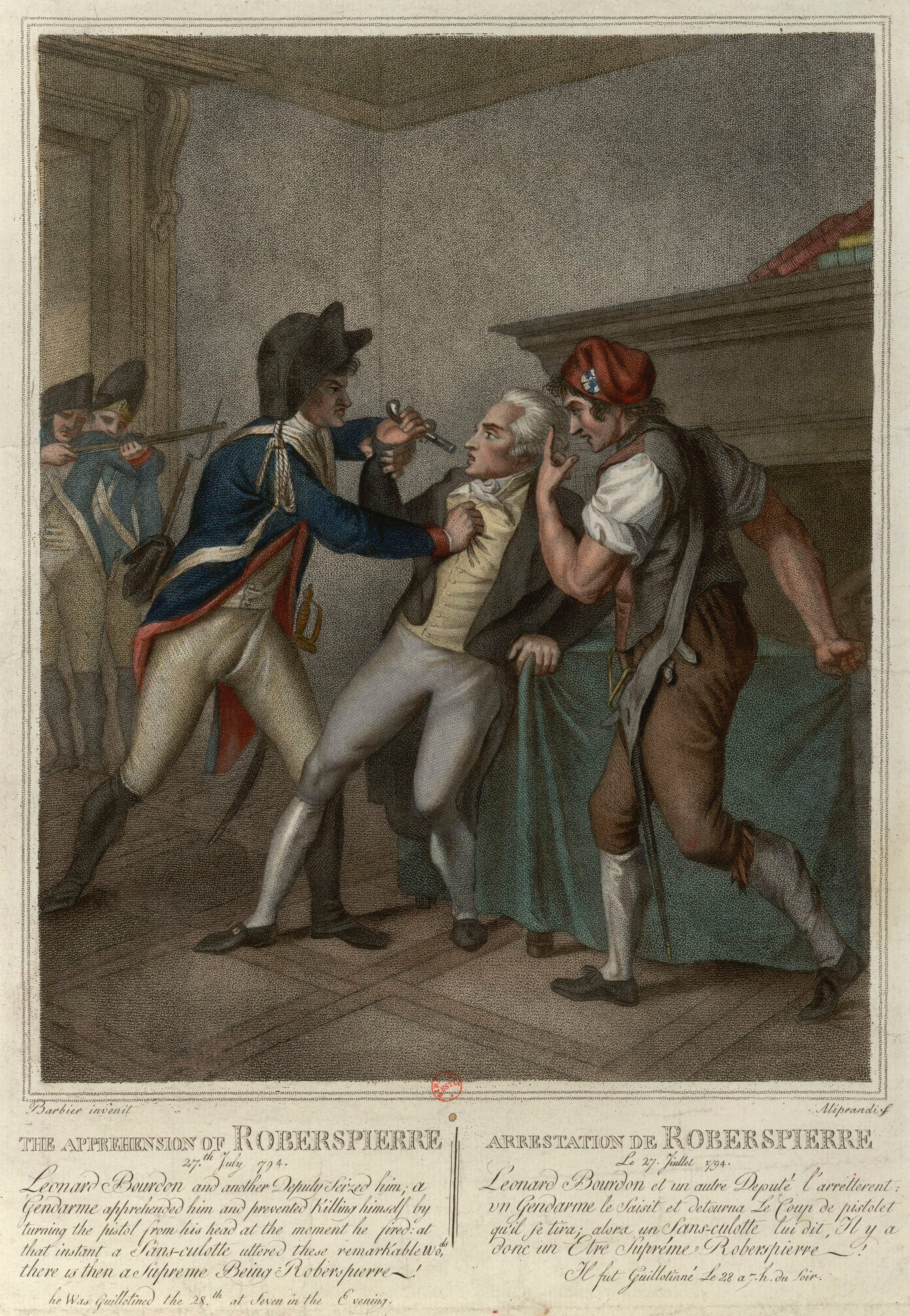
27 juillet : Arrestation de Robespierre

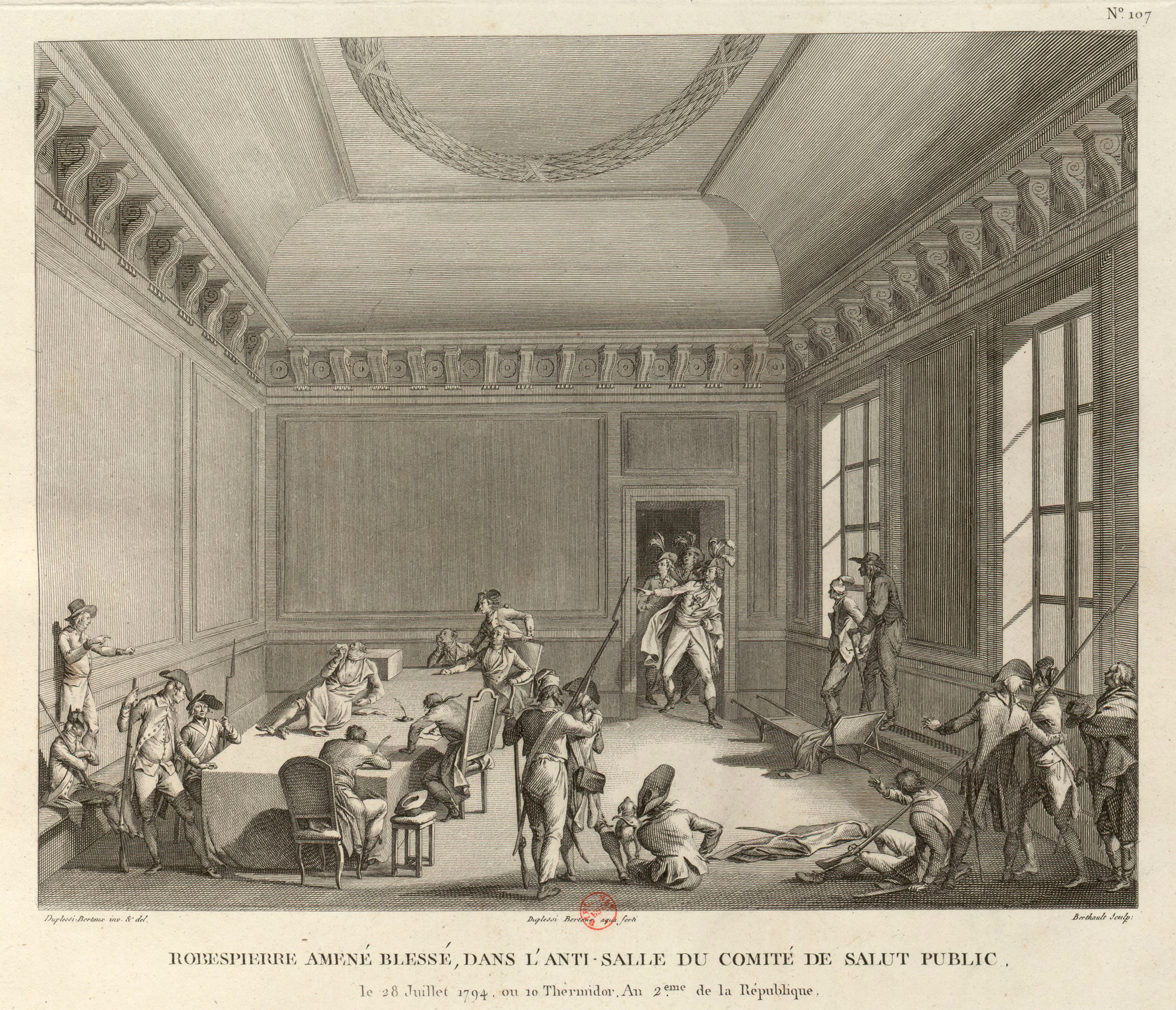
Robespierre amené blessé dans l'anti-salle du comité de salut public, gravure de Jean Duplessis-Bertaux.

- 27 juillet (9 thermidor an II) : chute et arrestation de Maximilien de Robespierre[12] ; à la Convention, Robespierre ne peut se faire entendre et la majorité décide de mettre « hors la loi » les Robespierristes. La Commune et quelques sections tentent une insurrection pour sauver Robespierre, mais personne ne suit. Début de la Convention thermidorienne (fin le 26 octobre 1795) présidée par Boissy d'Anglas[58].

- 28 juillet (10 thermidor) :

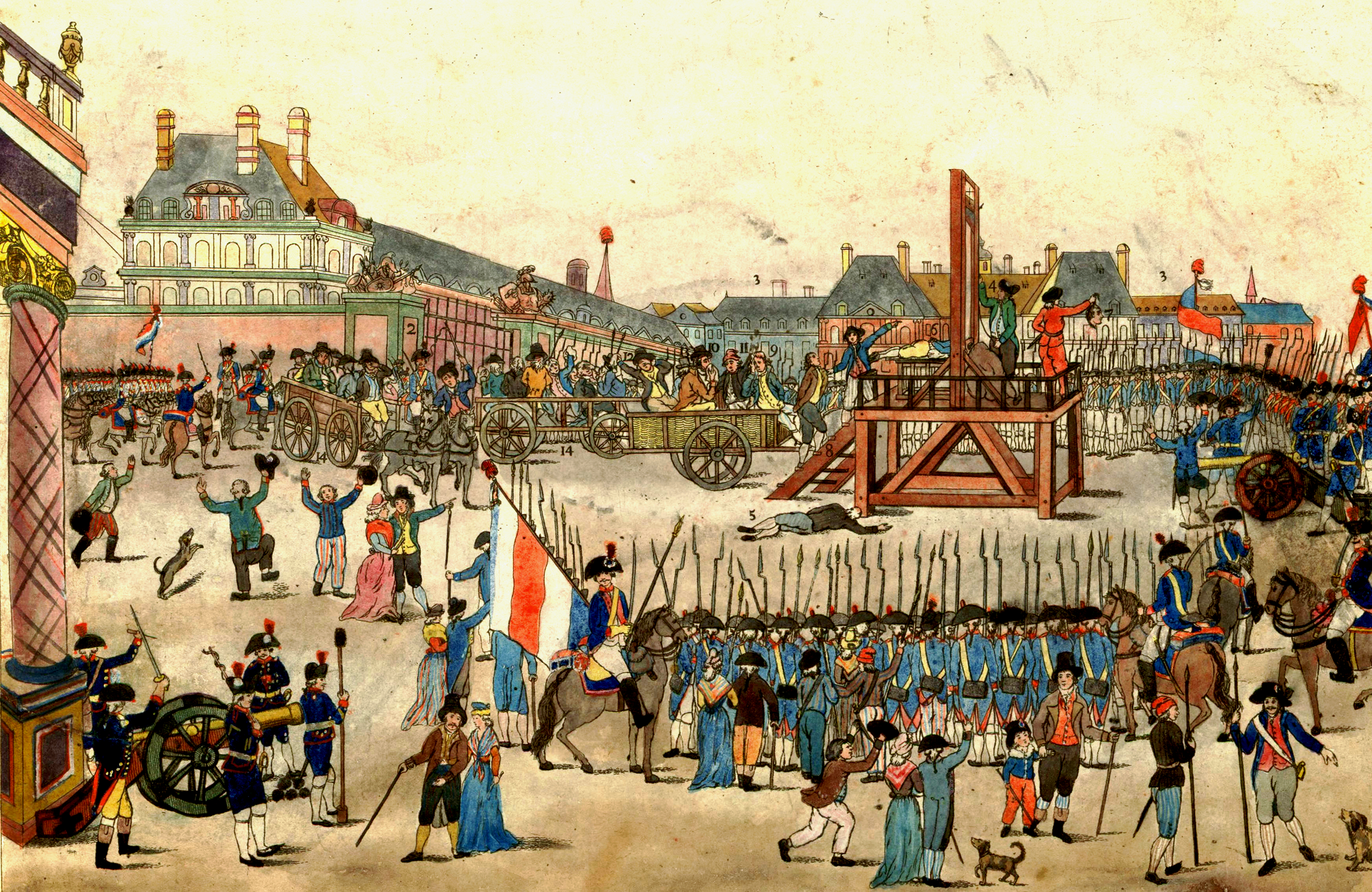
28 juillet : exécution de Maximilien de Robespierre

  - exécution de Maximilien de Robespierre, Louis Saint-Just, Georges Couthon et d'autres Robespierristes (22 personnes)[1]. C'est le début de la réaction thermidorienne[12].
  - Mort au combat de Jean Chouan.
  - Prise de l'île de Cassandria ou Catzand en Flandres[1].
- 29 juillet (11 thermidor) : 
  - exécution de 71 membres de la Commune de Paris[1].
  - abolition du maximum[1].
  - prise de Niewport[1].
- 31 juillet : démantèlement de l'appareil de Terreur ; les Comités de salut public et de sûreté générale sont replacés sous la règle du renouvellement mensuel des membres, et pour éviter les membres permanents, un député ne peut y être réélu qu'après un délai d'un mois[16].

### Août
- 1er août :
  - la loi du 22 prairial est abrogée[16].
  - les troupes françaises du général de Frégevillepassent la Bidassoa et prennent Fontarabie[1].
- 4 août : prise de Saint-Sébastien par Moncey[1].
- 5 août : 
  - combat et prise de Tolosa[1].
  - prise de Calvi par les Britanniques  qui occupent la Corse jusqu’en 1796[47].
  - le comité de sûreté générale est chargé de faire mettre en liberté tous les citoyens détenus comme suspects[59].
- 9 août : arrestation de Bonaparte à Nice, suspecté de robespierrisme. Il sera remis en liberté onze jours plus tard[60].
- 10 août : le personnel du Tribunal révolutionnaire est renouvelé[1].
- 13 août : défaite des Espagnols à Sant Llorenç de la Muga[1].
- 16 août : reprise du Quesnoy par les troupes de Schérer[1].
- 24 août : réorganisation du gouvernement révolutionnaire[1]. Les Commissions exécutives sont mises chacune sous l'autorité d'un des Comités de la Convention[16].
- 25 août : prise du fort de l'Écluse, en Belgique, par les Français[1].
- 27-30 août :  reprise de Valenciennes et de Condé par le général Schérer[1].
- 31 août : explosion de la poudrerie de Grenelle[1].

### Septembre
- 1er septembre : le télégraphe optique de Claude Chappe permet de transmettre la nouvelle de la victoire française de Condé-sur-l'Escaut : il a mis quinze minutes pour parvenir de Lille à Paris[2].
- 3 septembre :
  - une enquête multidépartementale sur les récoltes est mise en œuvre par les autorités thermidoriennes. Elle constate une récolte de blé médiocre du fait de l’échaudage[61].
  - échec d'une tentative vendéenne contre le camp de La Roullière aux Grandes Bauches[27].
- 5 septembre : attaque surprise du camp de La Roullière par Charette[1].
- 8-14 septembre : procès de 94 notables nantais, reconnus innocents. Les exactions du  Comité révolutionnaire de Nantes sont dénoncées[62].
- 12 septembre : les missions des députés sont réduites à trois mois[16].
- 14 septembre : prise du camp de Fréligné par Charette[1].
- 14-15 septembre : victoire de Pichegru sur le duc d'York à Boxtel[1].
- 18 septembre :
  - loi sur la séparation des Églises et de l'État et suppression du budget de l'Église assermentée[63].
  - bataille de Sprimont ; les Autrichiens sont battus par Jourdan à la Chartreuse de Liège[1].
  - prise du fort de Bellegarde par Dugommier[1].
- 19 septembre : dans le cadre du pillage systématique de la Belgique par la République française, les premières œuvres d'art saisies arrivent à Paris[64].
- 20 septembre : défaite des Français par les Autrichiens à Kaiserslautern[1].
- 21 septembre : 
  - défaite des Autrichiens à Cairo[1].
  - translation des cendres de Marat au Panthéon[59].
- 24 septembre : destruction des établissements anglais en Sierra-Leone[1].
- 25 septembre : vendanges précoces dans le Nord de la France (Boux-sous-Salmaise)[65].
- 27 septembre : reprise de Kaiserslautern par les Français[1].
- 28 septembre : création officielle de l'école centrale des travaux publics, future École polytechnique[6].

### Octobre
- 2 octobre : l'armée de Sambre-et-Meuse sous les ordres de Jourdan remporte une victoire sur les Autrichiens à Aldenhoven[1].
- 9 octobre :
  - adresse de la Convention au peuple français, adopté le 18 vendémiaire, sur rapport de Cambacérès au nom de trois comités (législation, salut public, sûreté générale). Un régime fixe est rétabli[16].
  - prise de Bois-le-Duc et de Cologne par Jourdan[1].
- 10 octobre : création du Conservatoire national des arts et métiers par l'abbé Grégoire[66].
- 11 octobre : seize ans après sa mort la dépouille de Jean-Jacques Rousseau est transférée d'Ermenonville au Panthéon[33], au cours d'une célébration qui a duré trois jours (du 9 au 11 octobre).
- 16 octobre : interdiction aux sociétés populaires de s'affilier entre elles, de correspondre en nom collectif, d'adresser des pétitions[59].
- 16 octobre-23 novembre : procès du Comité révolutionnaire de Nantes[67]. En frimaire, le procès des terroristes nantais fait le procès de la Terreur : Carrier, représentant en mission, et les membres du Comité de surveillance nantais sont condamnés à mort.
- 17 octobre : les Français envahissent de la vallée de Roncevaux[1].
- 19 octobre : Pichegru bat les Britanniques du duc d'York à Oude Wetering[1].
- 26 octobre : prise de Venlo[1].
- 30 octobre : création de l'École normale supérieure sur le rapport de Lakanal (supprimée le 19 mai 1795)[6].

### Novembre
- 2 novembre : prise de fort de Rheinfels, de Maastricht (4 novembre) et de Nimègue (8 novembre)[1]. La République contrôle le territoire limité par la Meuse et le Waal.
- 9 novembre : la loi sur l'accaparement est amendée. La confiscation des denrées remplace la peine de mort. La fixation du maximum des prix passe de la Conventions aux autorités de district[16].
- 12 novembre : la Convention prend prétexte de bagarres au club des Jacobins pour prononcer la fermeture du club[59]. Le mouvement sans-culotte est affaibli et noyauté par la jeunesse dorée.
- 16 novembre : les lois contre les émigrés et les prêtres réfractaires sont maintenues[16].
- 17 novembre : décrets Lakanal sur l’instruction publique (une école pour 1000 habitants)[59].
- 17-20 novembre : défaite des Espagnols à la bataille de la Sierra Negra. Les généraux Dugommier et Carvajal sont tués[68].
- 27 novembre : 
  - organisation des écoles de santé à Paris, Montpellier et Strasbourg[69]. Elles délivrent des doctorats en médecine et en chirurgie après 4 ans d’études.
  - prise de Figuères par Pérignon[1].
- 28 novembre : défaite des Espagnols à Bergara[1].

### Décembre
- 2 décembre : amnistie proclamée en faveur des Vendéens qui déposeront les armes dans le délai d'un mois[1].
- 8 décembre : retour des soixante-treize députés girondins proscrits à la Convention[67].
- 16 décembre : exécution de Carrier en place de Grève[1] (mis en accusation le 23 novembre)[67].
- 20 décembre : ouverture de l'école centrale des travaux publics[66].
- 24 décembre : abolition de la loi du Maximum[16].
- 28 décembre : prise de Bommel, de Bréda et du fort de Grave[1].